# Borenec
Borenec falu Horvátországban Varasd megyében. Közigazgatásilag Breznicához tartozik.

## Fekvése
Varasdtól 30 km-re délre, községközpontjától 4 km-re délkeletre a Lónya folyó partján, az A4-es autópálya mellett fekszik.

## Története
1857-ben 80, 1910-ben 156 lakosa volt. 1920-ig Varasd vármegye Novi Marofi járásához tartozott. 2001-ben 30 háztartása és 103 lakosa volt.

## Külső hivatkozások
- Breznica község hivatalos oldala
- A bisagi plébánia honlapja